# جبل الأغوات
جبل مَيْطَان يعرف أيضاً جبل ماطان أو جبل الأغوات، وهو الجبل الأحمر المعروف اليوم بجبل "الأغوات"، وذلك لأن الأغوات اشتروه ليحتموا بأصحابه من أهل المدينة المنورة أثناء الفتنة التي وقعت بينهم وبين أهل المدينة المنورة في حدود عام 1117هـ

## نبذة
مَيْطَانُ، بفتح أوَّله وسكون ثانيه، وطاء مهملة، وألف ونون: ونطقه اليوم ماطان جبل أحمر معروف من جبال المدينة مقابل شَوْرَان، به ماء يقال لها: ضعة، وليس به نباتٌ، وقد كان يسكن حوله قبيلة مزينة الحربية وسُليم. ويقع شرقي بني قريضة وبحذائه جبل يقال له سلع وجبال شواهق يقال لهاء الحلاء واحدها حلاة
قال معن بن أوس المُزني وكان طلَّق امرأته ثمَّ ندم:
وقال حسان بن ثابت رضي الله عنه: 
أما بتسميته بالاغوات فهذا خطأ وقع فيه البعض والجبل اسمه ميطان منذ عرف
وأغوات هي كلمة تركية والمقصود بهم هم عبيد مخصيين كانوا يخدمون في الحرم النبوي أواخر الحكم العثماني وقد مات آخر قبل 3 سنين